# Cossypha natalensis
Cossypha natalensis là một loài chim trong họ Muscicapidae.

## Hình ảnh

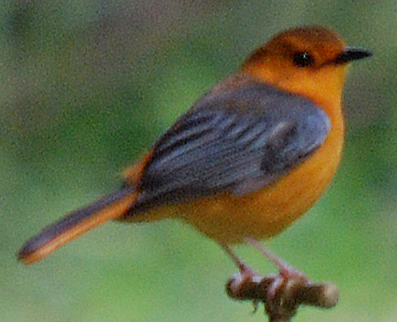
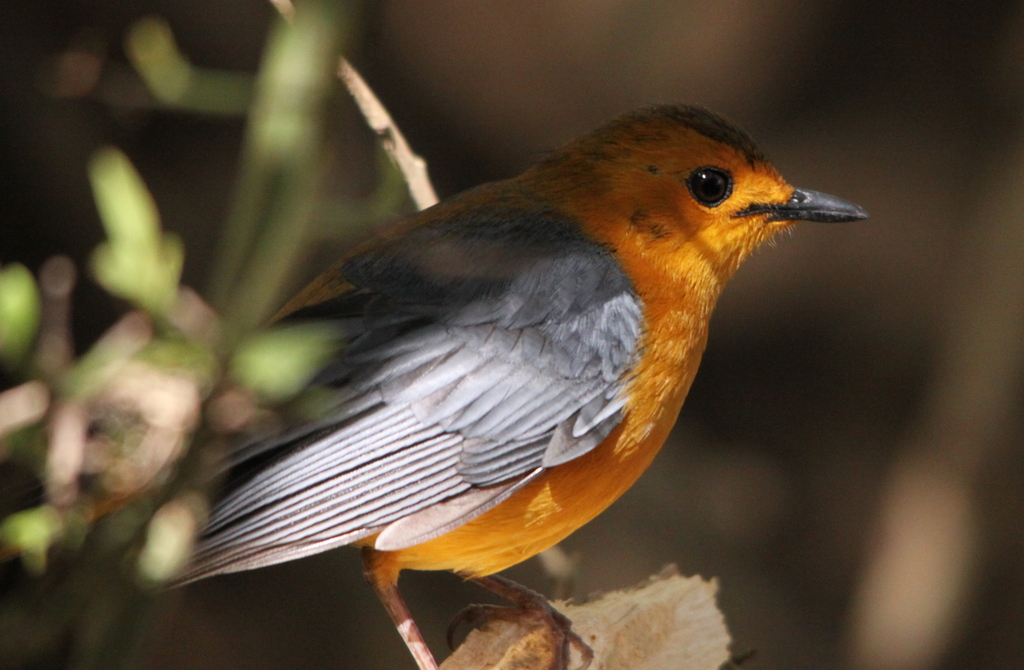